# St. Jodokus (Worms)

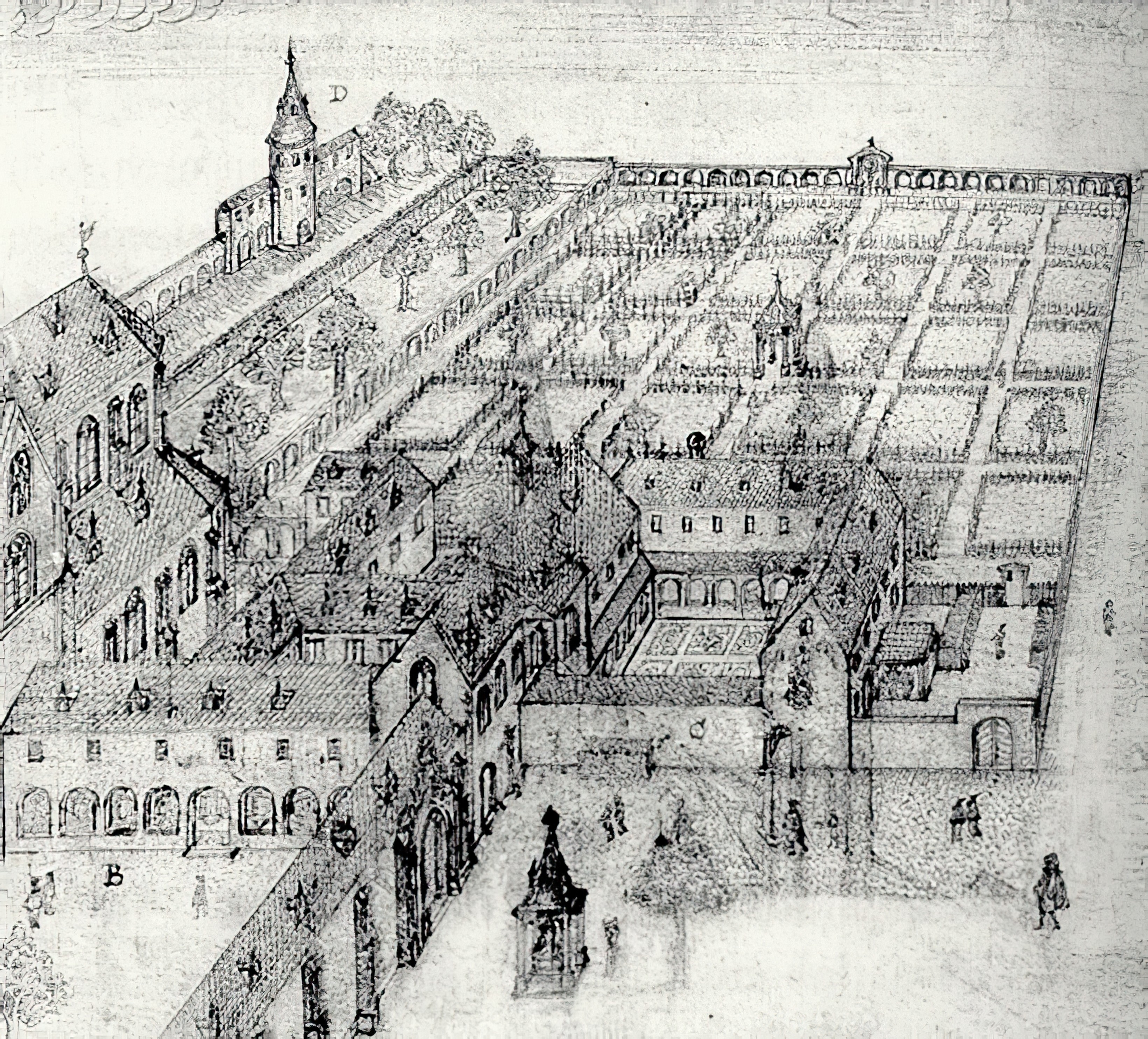
Kapuzinerkloster Worms, Blick nach Osten: In der Bildmitte die Jodokuskirche, Zeichnung von Peter Hamman

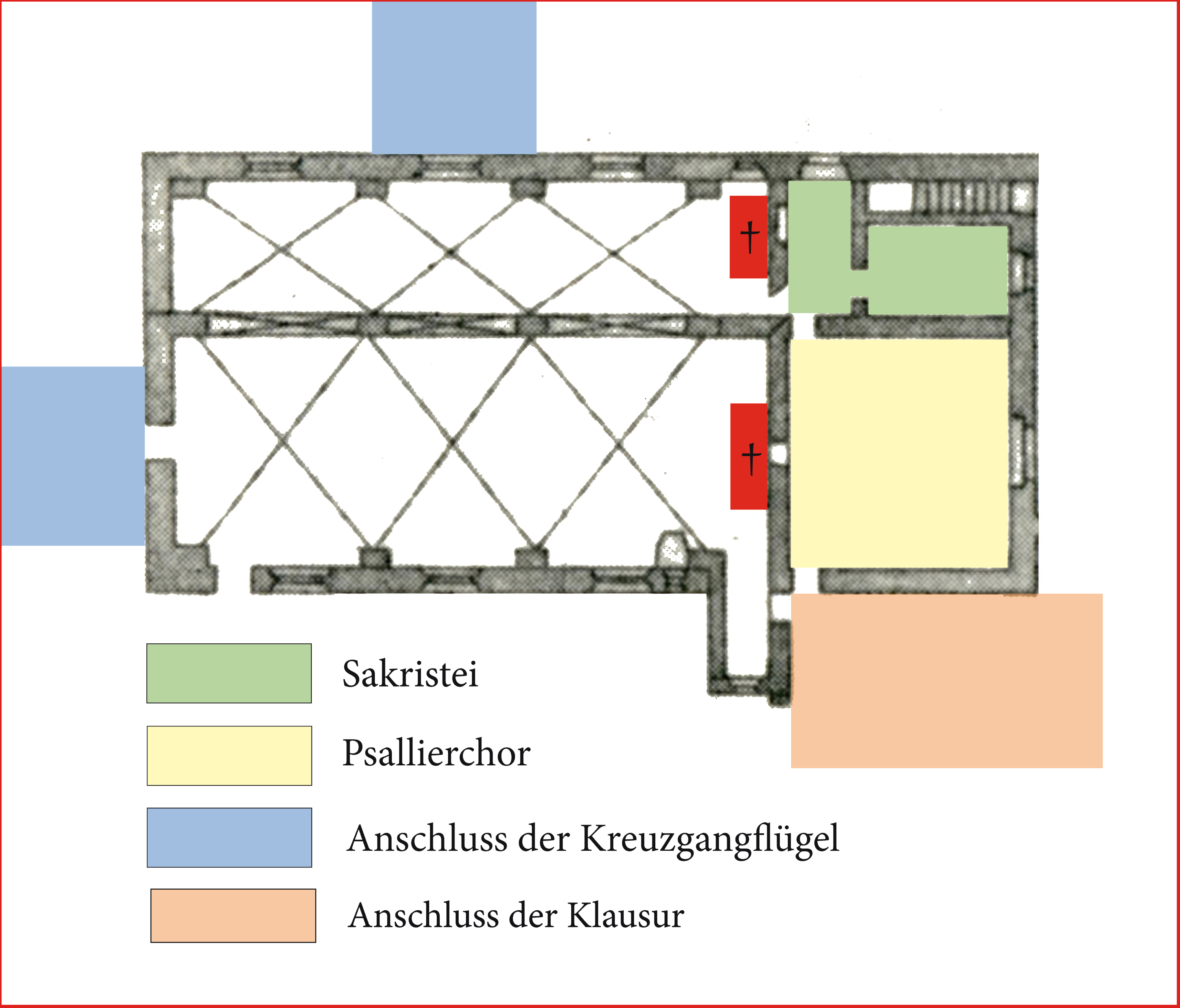
Grundriss (18. Jahrhundert)

St. Jodokus (auch St. Jodocus) war eine Kapelle, später eine Kirche, die im Bereich des Liebfrauenstifts in Worms bestand und seit der Mitte des 17. Jahrhunderts dem Kapuzinerkloster Worms zur Nutzung als Klosterkirche überlassen war. Das Patrozinium lag beim Heiligen Jodok.

## Geografische Lage
Die St. Jodokus-Kapelle lag an der südöstlichen Ecke des Kreuzgangs, der südlich an die Liebfrauenkirche anschloss, im eingang des Stiffts ahm Creützgang gelegen, beschreibt das der Dekan des Liebfrauenstifts 1642. Sie war also zunächst eine typische Kreuzgangkapelle.

## Geschichte

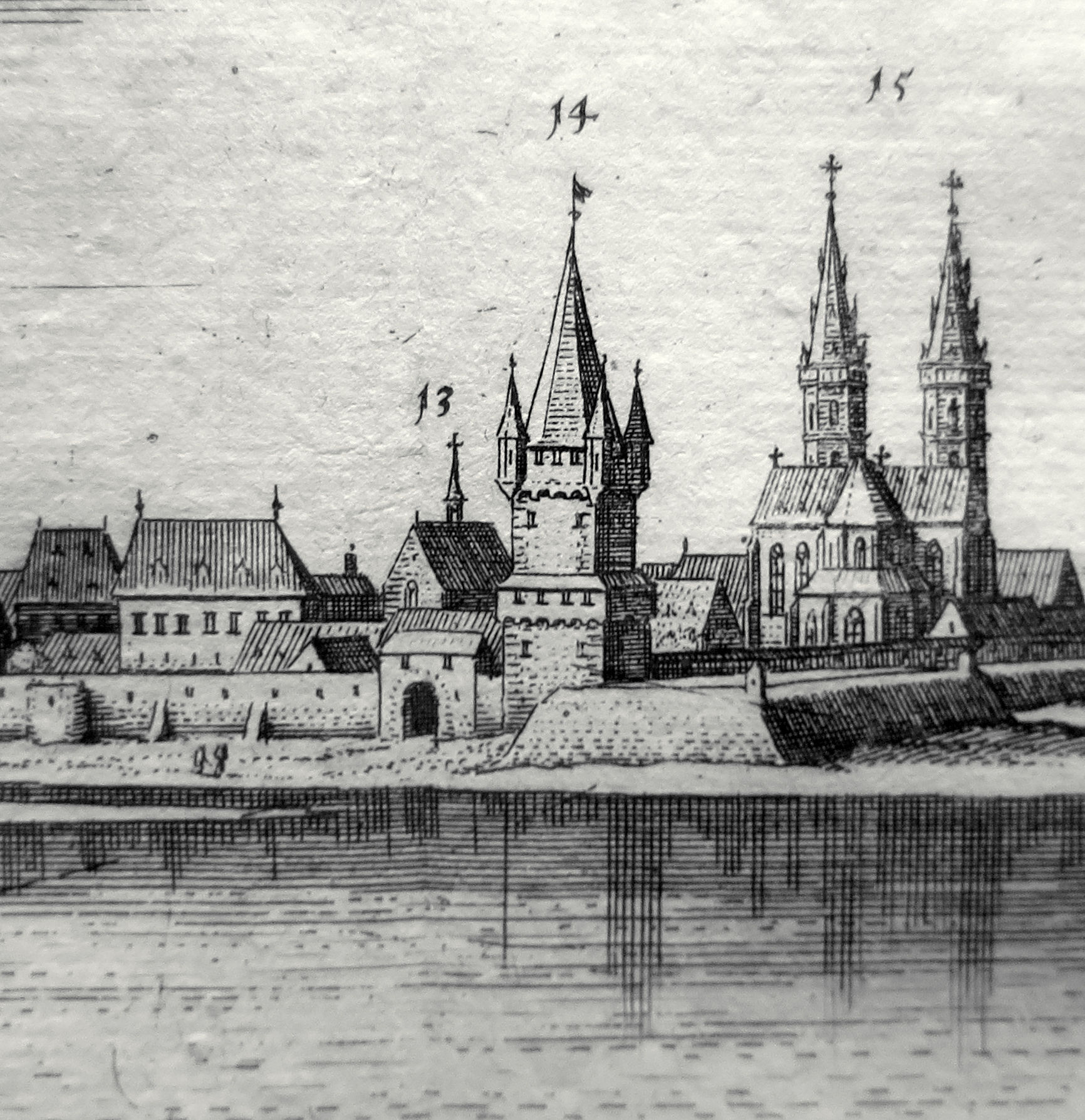
St. Jodokus (13), links davon das Kapuzinerkloster; Ausschnitt aus der Stadtansicht von Matthäus Merian, 1645

Von 1455 gibt es einen Beleg, der einen Altaristen am Altar des Heiligen Jodokus nennt. Dies ist wohl der älteste erhaltene Beleg zu der Kapelle.
1637 erhielten die Kapuziner die benachbarte Ruine der Amanduskirche zum Aufbau eines Klosters zugeteilt, hatten aber kein Geld für den Klosterneubau. So kam es 1642 mit dem ebenso unter wirtschaftlichen Schwierigkeiten leidenden Liebfrauenstift zu einer Abmachung, das den Kapuzinern zwei am Kreuzgang der Stiftskirche gelegene und nicht mehr besetzte und wohl auch baulich schwer beschädigte Stiftsherrenhäuser sowie die dort ebenfalls gelegene Jodokuskapelle als Ordenskirche für die Klostergründung überließ, wofür die Kapuziner Gottesdienste in der Stiftskirche übernahmen.
Im Pfälzischen Erbfolgekrieg brannten Truppen König Ludwigs XIV. die Stadt Worms 1689 nieder. Das Kapuzinerkloster blieb davon aber weitgehend verschont, weil es als Quartier für französische Offiziere diente. 1692 war das Gelände dann allerdings Teil eines Schlachtfeldes in einem Kampf zwischen Reichstruppen und französischem Militär, wobei auch die Jodokuskapelle beschädigt wurden, der Schaden sich aber in Grenzen hielt.
Bei dem Neubau des Klosters 1756/57 blieb die Klosterkirche unverändert erhalten, der Neubau betraf ausschließlich die Klausurgebäude.
Das Kapuzinerkloster wurde per Dekret 1802 aufgelöst, dessen Eigentum zu „Nationaleigentum“ erklärt und öffentlich versteigert. Die Jodokuskirche ersteigerte zusammen mit den übrigen Klostergebäuden und dem Kreuzgang der Liebfrauenkirche der Mainzer Karl Christian Parcus 1803 für 2000 Gulden. Er ließ bis 1809 die meisten Gebäude – einschließlich der Jodokuskirche – abbrechen und verkaufte das Abbruchmaterial. Bauliche Reste der Jodokus-Kirche sind oberirdisch vor Ort nicht mehr vorhanden.

## Gebäude
Aufgrund der Zerstörung des Gebäudes gibt es nur eine unvollständige Vorstellung über dessen Aussehen. Die zur Verfügung stehenden Quellen sind:
- Die Stadtansicht von Sebastian Münster, die einen Zustand Mitte des 16. Jahrhunderts wiedergibt. Diese zeigt die Kapelle neben der Liebfrauenkirche, aber noch ohne den Dachreiter.[12]
- Aus etwa der gleichen Zeit stammt die Stadtansicht von Georg Braun, Simon Novellanus und Frans Hogenberg.[13] Diese Ansicht erscheint ungenauer als die von Sebastian Münster, aber auch hier ist an der Stelle, an der die Jodokuskapelle zu erwarten ist, ein großes Dach ohne Dachreiter zu sehen.
- Der Kupferstich der Stadtansicht von Matthäus Merian zeigt die Kirche mit Dachreiter.[14] Die Vorlage für den Merian-Stich dürfte kurz vor 1645 entstanden sein.[15]
- Vom Ende des 17. Jahrhunderts ist eine Zeichnung von Peter Hamman überliefert, die auch das Kapuzinerkloster und die Jodokuskirche zeigt.[16]
- Ein weiterer Stich, der Worms in noch unzerstörtem Zustand zeigt, stammt von Wahrmund / Hosmann.[17] Er ähnelt sehr der Darstellung von Matthäus Merian.
- Aus der Zeit des Klosterneubaus 1756/57 sind Pläne erhalten, die auch den Grundriss der Kirche wiedergeben.[18]

Zusammengenommen ergeben diese Quellen folgendes Bild: Die Kirche hatte einen rechteckigen Grundriss, ohne einen baulich abgesetzten Chorbereich. Hinter dem südlichen Schiff schloss nach Osten ein weiterer rechteckiger Raum an, der durch eine Öffnung mit dem Altarbereich der Kirche verbunden war. Das wird als Psallierchor gedeutet. Die Kirche war nach Osten ausgerichtet und zweischiffig mit dreieinhalb Jochen. Das südliche Schiff war etwa doppelt so breit wie das nördliche. Beide Schiffe waren eingewölbt. Im Kopf-/Chorbereich stand in jedem der beiden Schiffe ein Altar. Der im größeren, südlichen Schiff war dem Heiligen Jodokus geweiht, der im nördlichen Schiff Maria und dem Heiligen Antonius von Padua. Der öffentliche Eingang zur Kirche befand sich in der Mitte des größeren, südlichen Schiffs, das der Besucher durch den Kreuzgang der Liebfrauenkirche betrat. Zu jedem der beiden Schiffe bestand an deren Ostende noch je ein direkter Zugang, einer von der Klausur, der andere von der Sakristei aus. Ob es darüber hinaus einen direkten Zugang vom Nordschiff in den östlichen Kreuzgangflügel gab, was eine direkte Verbindung zur Liebfrauenkirche geschaffen hätte, wird unterschiedlich rekonstruiert. Die Zahl der seitlichen Fenster in der südlichen Wand der Kirche betrug nach der Hamman-Zeichnung fünf. Drei davon müssten dann auf die drei Joche der Kirchenschiffe entfallen sein zwei auf den Bereich des halben Jochs, das als Chor fungierte, und auf den Psallierchor. Die Trennwand zwischen beiden Räumen muss dann im Bereich eines Fensters gelegen haben. Das lässt auf Umbauarbeiten der Kapuziner schließen, um die Kirche ihren liturgischen Bedürfnissen anzupassen.
Das äußere Erscheinungsbild war von einem hohen Dach geprägt, auf dem ein Dachreiter aufsaß, in dem mindestens eine Glocke hing, eine bei Bettelorden übliche Bauform, mit der auf einen Kirchturm verzichtet wurde. Da dieser Dachreiter erst auf Abbildungen erscheint, nachdem die Kapuziner das Gebäude übernommen hatten, ist davon auszugehen, dass er Teil des Umbaus von St. Jodokus zur Klosterkirche war. Je eine Glocke wurde 1729 und 1746 beschafft. Sowohl die West- wie auch die Ostfassade hatten je ein großes gotisches, mehrbahniges Fenster.
Insgesamt ergibt sich dafür für die Zeit, in der die Kirche durch die Kapuziner genutzt wurde, das Bild eines gotisch geprägten Kirchengebäudes, das vielleicht aus der ersten Hälfte des 15. Jahrhunderts stammte. Damit stimmen auch in etwa die älteste erhaltene Erwähnung von 1455 und die erhaltenen und in die Spätgotik eingestuften baulichen Reste des Kreuzgangs der Liebfrauenkirche überein. Ob es einen Vorgängerbau gab, ist unbekannt.

## Jodokus-Figur

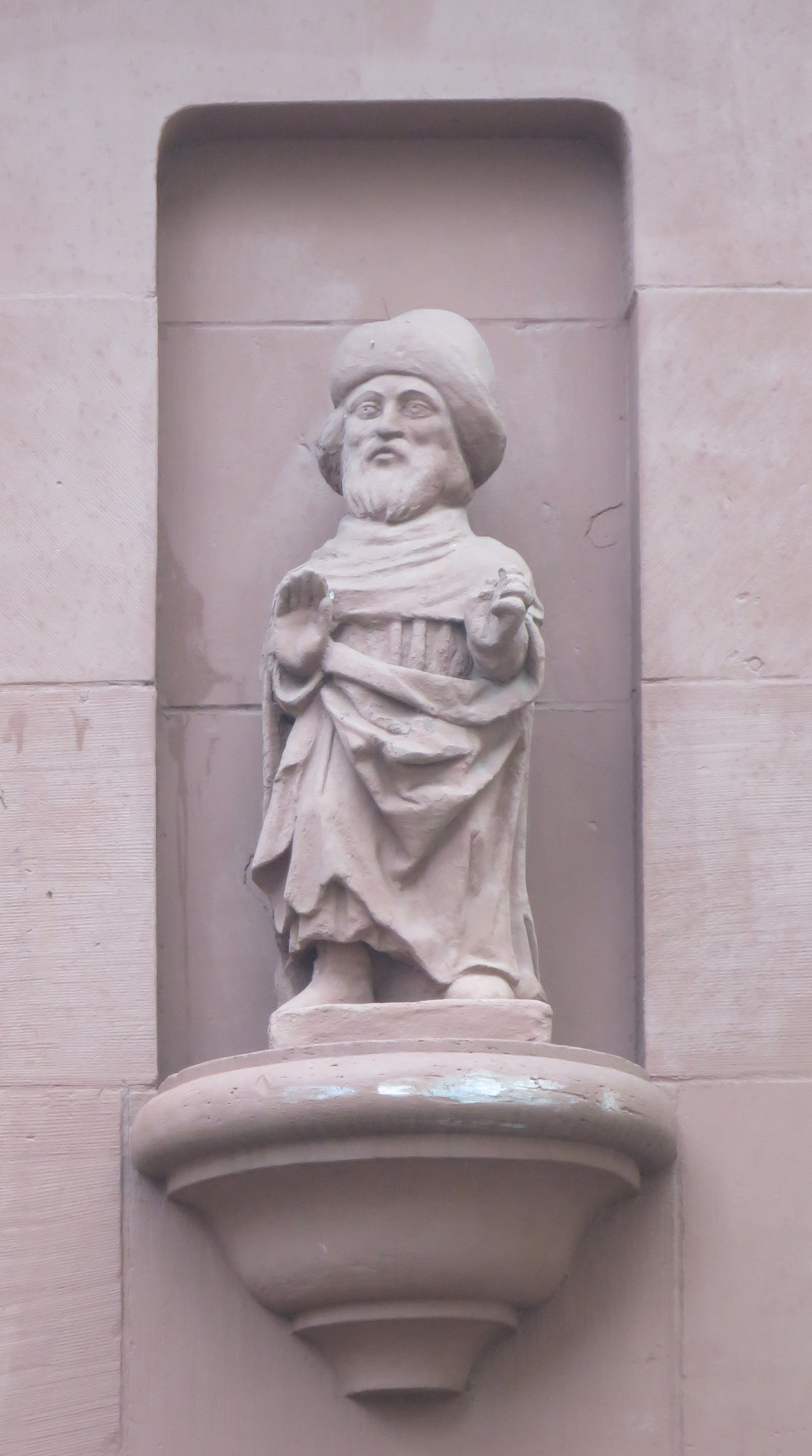
Jodokus-Figur an der Ecke Glaskopf/Magnusstraße in Worms

Als vielleicht letzter baulicher Rest der Jodokuskirche ist eine spätbarocke Figur des Heiligen erhalten geblieben. Sie ist heute an dem Gebäude Magnusgasse / Ecke Glaskopf angebracht. Das Haus gehörte dem Weinhandelshaus Valckenberg, das im 19. Jahrhundert auch das Gelände des ehemaligen Kapuzinerklosters erwarb. Auf diesem Weg kam die Figur an ihren heutigen Aufstellungsort.